# Daniele Coro
Daniele Coro (Genova, 4 dicembre 1976) è un compositore, paroliere e produttore discografico italiano.
Inizia la sua carriera nel 2000 collaborando successivamente con diversi artisti del panorama italiano e internazionale: 
Laura Pausini, Alessandra Amoroso, Marco Masini, Luca Carboni, Max Gazzè, Emma Marrone, Nek, Giusy Ferreri, Francesco Renga, Annalisa, Irene Grandi, Elodie, Gianni Morandi, Matteo Bocelli, Sergio Dalma, Noemi, Anna Tatangelo, Alex Wyse,  Federica Carta, Alberto Urso, Manuel Mijares, Marco Carta, Mario Lavezzi, L'Aura Abela, Loredana Errore, Dirotta su Cuba e tanti altri.

## Biografia

### 2002-2005: gli esordi
Nel 1999 si trasferisce a Milano dove muove i primi passi come musicista, autore e arrangiatore presso il "Music, Art & Show". Nel 2002 esordisce come song-writer con il brano Sol amor y mar (Wea/Warner) per la cantante Marquica, e l'anno successivo scrive e produce Easy (Epic/Sony), uscito come singolo. Contemporaneamente, con alcuni amici, fonda i Billow, band ispirata al rock/grunge d'oltreoceano con influssi elettronici che, grazie al brano Get-up diventato musica degli spot Sprite, viene notata da Caterina Caselli che li mette sotto contratto con la casa discografica Sugar e affida la produzione del loro primo album a Corrado Rustici.
Il brano ha un buon successo radiofonico e di vendite, e la band parte per un lungo tour promozionale aprendo i concerti di Elio e le Storie Tese, Articolo 31, Neffa, Le Vibrazioni, Gemelli Diversi ed il tour estivo di RDS.
Nel 2004, uscito dai Billow che si scioglieranno poco dopo, entra a far parte dei Dirotta su Cuba che segue per diversi tour. In seguito, insieme a Rossano Gentili e l'autore Massimo Greco, scrive e arrangia Jaz, sesto album in studio della band fiorentina. Nello stesso periodo accompagna come chitarrista alcuni cantanti come Anggun, Ricky Martin, Juanes, Lene e Miguel Bosé in tour promozionali e trasmissioni televisive e continua la sua attività di "music-maker" con sincronizzazioni per RadioMontecarlo, Ibm, Fiat, Lipton, Seven, e sigle per svariati programmi televisivi come Top of the Pops, Premium Sport, Le Iene, Overland

### 2008-presente: dai primi successi ad oggi
Nel 2006 inizia la sua collaborazione con la cantautrice Federica Camba e insieme scrivono per la cantante italiana Laura Pausini il brano Bellissimo così, quarto estratto dall'album in studio Primavera in anticipo. Pubblicato nel giugno 2009 solo in Brasile viene inserito nella telenovela brasiliana Poder Paralelo del 2009, mentre la versione dal vivo è presente negli album Inedito - Special Edition e Inédito - Special Edition del 2012 (Medley Dance video). Bellísimo así è invece presente in versione dal vivo negli album Laura Live World Tour 09 e Laura Live Gira Mundial 09 del 2009 (Medley Pop video).
Dal 2008 scrive e produce molte canzoni anche per i cantanti del talent show Amici di Maria De Filippi come Alessandra Amoroso (Immobile, Stupida, Estranei a partire da ieri, Senza nuvole, Arrivi tu, Ciao, Ti aspetto, È vero che vuoi restare, Stupendo fino a qui), Emma Marrone (Davvero, Un sogno a costo zero, Sembra strano, Scusa se vado via), Marco Carta (Dentro ad ogni brivido, Necessità lunatica, Splendida ostinazione), Loredana Errore (La voce delle stelle, Ti amo), Annalisa (Questo bellissimo gioco, Brividi), riscuotendo grande successo con molte di queste pubblicate come singoli.
Nell'estate 2010 riceve insieme a Gianni Morandi il Premio Lunezia - Sezione Premi di Genere - per il brano Grazie a tutti contenuto nell'album "Grazie a tutti - Il concerto" e in "Canzoni da non perdere".
Scrive Maledetto quel giorno, pubblicato nel settembre 2012 interpretato dalla cantante italiana Emma Marrone inserito nella colonna sonora del film Benvenuti al Nord e nel settembre 2012 abbinato alla campagna pubblicitaria Hyundai i20 Sound Edition.
Il 22 marzo 2013 viene presentato alle radio il brano scritto per il cantautore italiano Nek: Congiunzione astrale seguito dal secondo estratto: La metà di niente scritto con Federica Camba e lo stesso Nek. La canzone, come l'album, è stata realizzata anche in lingua spagnola con il titolo La mitad de nada: tale versione ha visto anche la partecipazione vocale del cantante Sergio Dalma ed è stata pubblicata come singolo apripista della versione spagnola dell'album l'8 aprile 2013. Il disco viene annunciato tra i vincitori del "Premio Lunezia 2014" classificandosi nella categoria Pop Rock.
Nel febbraio 2015 partecipa come autore e arrangiatore al Festival di Sanremo 2015 con il brano Che giorno è cantato da Marco Masini, scritto insieme a Federica Camba lo stesso Masini. Il brano si classifica al 6º posto della sezione Campioni.
Il 29 gennaio 2016, è stato pubblicato il primo album tratto della serie Disney Alex & Co. intitolato We Are One, dove Daniele Coro, insieme a Federica Camba e al paroliere e scrittore Enrico Sibilla, hanno composto e prodotto sei brani tra i quali Incredibile che vede la partecipazione alla stesura del testo del rapper Rayden. 
Nella settimana 5 del 2016, l'album raggiunge la prima posizione della Classifica FIMI Compilation, stilata da Fimi.
La serie, oggi alla terza stagione, viene trasmessa in 28 paesi nel mondo.
Nel 2018 compone musica e testo di Una grande festa cantato da Luca Carboni e scritto insieme a Federica Camba, Valerio Carboni e lo stesso Luca Carboni. Il brano si posiziona immediatamente al primo posto della classifica Earone e sarà confermato come il più trasmesso dalle radio nell'estate 2018 aggiudicandosi il disco d'oro.
Nel febbraio 2020 partecipa, per la seconda volta, come autore e produttore, al Festival di Sanremo con il brano Il confronto cantato da Marco Masini e scritto insieme a Federica Camba e lo stesso Marco Masini. Il brano si classifica al 15º posto della sezione Campioni..